# 29 ذو الحجة
- السبت
- الأحد
- الاثنين
- الثلاثاء
- الأربعاء
- الخميس
- الجمعة

- 2624 مايو 2025
- 2725 مايو 2025
- 2826 مايو 2025
- 2927 مايو 2025
- 128 مايو 2025
- 229 مايو 2025
- 330 مايو 2025
- 431 مايو 2025
- 51 يونيو 2025
- 62 يونيو 2025
- 73 يونيو 2025
- 84 يونيو 2025
- 95 يونيو 2025
- 106 يونيو 2025
- 117 يونيو 2025
- 128 يونيو 2025
- 139 يونيو 2025
- 1410 يونيو 2025
- 1511 يونيو 2025
- 1612 يونيو 2025
- 1713 يونيو 2025
- 1814 يونيو 2025
- 1915 يونيو 2025
- 2016 يونيو 2025
- 2117 يونيو 2025
- 2218 يونيو 2025
- 2319 يونيو 2025
- 2420 يونيو 2025
- 2521 يونيو 2025
- 2622 يونيو 2025
- 2723 يونيو 2025
- 2824 يونيو 2025
- 2925 يونيو 2025
- 126 يونيو 2025
- 227 يونيو 2025

29 ذو الحجَّة أو 29 ذو الحجَّة الحرام أو يوم 29 \ 12 (اليوم التاسع والعُشرون من الشهر الثاني عشر) هو اليوم الرابع والخمسون بعد الثلاثمائة (354) من أيَّام السنة (أو الخامس والخمسون بعد الثلاثمائة لو كان شهر رمضان مُتممًا لليوم الثلاثين أو السادس والخمسون بعد الثلاثمائة لو أتم كلاً من صفر وربيع الآخر وجمادى الآخرة وشعبان ورمضان ثلاثين يوماً) وفق التقويم الهجري القمري (العربي). يبقى بعده يوم لانتهاء السنة، أو هو اليوم الأخير في أيام السنة الهجريَّة، بحال لم يُتمَّم ذو الحجَّة 30 يومًا.

## أحداث
- 519هـ - نشوب معركة مرج الصفر جنوب دمشق بين الصليبيين بقيادة بالدوين والسلاجقة بقيادة طغكتين. تكبد الصليبيون خسائر كبيرة أجبرتهم على الانسحاب.
- 922هـ - الجيش العثماني بقيادة السلطان سليم الأول يهزم جيش المماليك بقيادة طومان باي بمعركة الريدانية قرب القاهرة وذلك بعد مقاومة عنيفة استمرت عدة أيام، وقد أدى ذلك إلى سيطرة سليم الأول على القاهرة وإعدام طومان باي شنقًا في إحدى ساحاتها العامة.
- 1339هـ - الحكومة البريطانية تعترف بالملك عبد العزيز بن عبد الرحمن بن فيصل آل سعود (مؤسس المملكة العربية السعودية) سلطان على منطقة نجد بشبه الجزيرة العربية.
- 1353هـ - شركة «ستاندرد أويل أوف كاليفورنيا» تبدأ أعمال البحث والحفر عن النفط في الأراضي السعودية.
- 1371هـ - رئيس الجمهورية اللبنانية بشارة الخوري يستقيل من الرئاسة تحت ضغط الشارع، وقبل استقالته قام بتشكيل حكومة عسكرية برئاسة قائد الجيش اللواء فؤاد شهاب مكونه من 3 أعضاء فقط وذلك لتسير أمور البلاد لحين انتخاب رئيس جديد.
- 1390هـ -
  - الرئيس الجزائري هواري بومدين يعلن تأميم قطاع المحروقات من الشركات الأجنبية.
  - تأسيس الاتحاد العام للعمال الجزائريين.
- 1395هـ - تفجير طائرة تابعة لطيران الشرق الأوسط كانت مقلعة من بيروت باتجاه إمارة دبي، وقد سقطت بالقرب من القيصومة في السعودية.
- 1399هـ - الخميني يفرج عن جميع المحتجزين في السفارة الأمريكية من أصول أفريقية.
- 1410هـ -
  - المجلس الوطني العراقي يصدر توصية بأن يظل صدام حسين رئيسًا للعراق مدى الحياة.
  - إسرائيل تضع حجر أساس لبناء أول مستعمرة في جنوب لبنان.
- 1411هـ - سقوط طائرة تابعة الخطوط الجوية النيجيرية من الرحلة الخطوط الجوية النيجيرية الرحلة 2120 بالقرب من مدينة جدة في المملكة العربية السعودية وتسفر عن مصرع 261 شخص.
- 1412هـ - اغتيال الرئيس الجزائري محمد بوضياف أثناء احتفال رسمي بأحد المسارح في العاصمة وذلك بعد مدة قصيرة من توليه الرئاسة وبعد أن ظل لاجئا في المغرب 25 سنة.
- 1415هـ - مقتل وزير خارجية البوسنة والهرسك عرفان ليوبيانكيتش بإسقاط طائرته من قبل الصرب.
- 1425هـ - عقد أول قمة بين الرئيس الفلسطيني محمود عباس ورئيس الوزراء الإسرائيلي أرئيل شارون بحضور الرئيس المصري والعاهل الأردني في شرم الشيخ المصرية، حيث أعلن عباس وشارون وقف «أعمال العنف»، وتعهدت مصر والأردن بإعادة سفيريهما إلى إسرائيل.
- 1426هـ - زلزال في جنوب سومطرة بأندونيسيا قدر بقوة مقدارها 5.0 على مقياس ريختر.
- 1429هـ - إسرائيل تبدأ بعملية عسكرية اسمتها «الرصاص المصبوب» ضد حركة حماس، وأطلقت عليها حماس معركة الفرقان حيث قامت قواته الجوية بشن غارات مفاجئة على قطاع غزة أدت إلى سقوط ما لا يقل عن 1315 قتيل و5340 جريح.
- 1430هـ -
  - المجلس المركزي في منظمة التحرير الفلسطينية يقرر تمديد ولاية الرئيس محمود عباس والمجلس التشريعي وذلك حتى إجراء الانتخابات الرئاسية والتشريعية، وحركة حماس ترفض القرار وتصف المجلس المركزي بغير الشرعي.
  - مجلس الأمة الكويتي يجدد الثقة برئيس الوزراء الشيخ ناصر المحمد الأحمد الصباح بأغلبية 35 نائبًا مقابل 13 نائبًا مع طرح الثقة وامتناع نائب في جلسة استثنائية للتصويت على طلب عدم إمكان التعاون معه بعد استجوابه الذي نوقش سابقًا.
- 1431هـ - منتخب الكويت لكرة القدم يحرز كأس بطولة الخليج العشرون المقامة في اليمن للمرة العاشرة في تاريخه بعد تغلبه على المنتخب السعودي بهدف مقابل لا شيء.
- 1432هـ - المشير محمد حسين طنطاوي رئيس المجلس الأعلى للقوات المسلحة الحاكم في مصر يكلف الدكتور كمال الجنزوري بتشكيل الحكومة الجديدة.
- 1441هـ - المحكمة الدولية الخاصة بلبنان تصدر حكمها بإدانة سليم عياش ضمن قائمة المتهمين، في قضية اغتيال رئيس الوزراء اللبناني الأسبق رفيق الحريري.

## مواليد
- 1356هـ - حبيب العادلي، وزير الداخلية المصري.
- 1361هـ - نجوى فؤاد، ممثلة وراقصة شرقية مصرية.
- 1365هـ - داوود عبد السيد، مخرج مصري.
- 1381هـ - حاتم علي، مخرج سوري.
- 1385هـ - سليمة رخروخ، إعلامية جزائرية.
- 1391هـ -
  - أغادير السعيد، ممثلة سعودية.
  - نجوى نمري، ممثلة ومغنية إسبانية من أصل أردني.
- 1395هـ - لويز عبد الكريم، ممثلة سورية.

## وفيات
- 204هـ - النضر بن شميل المازني البصري التميمي، قاضٍ ولغوي وراوٍ للحديث وفقيه.
- 1311هـ - محمد بن هلال الهلالي، شاعر سوري.
- 1359هـ - سلمان بن عبد المحسن العلي، فقيه جعفري وشاعر سعودي.
- 1393هـ - عبد الحميد جودة السحار، كاتب مصري.
- 1407هـ - توفيق الحكيم، أديب مصري.
- 1412هـ - محمد بوضياف، الرئيس الجزائري.
- 1414هـ - حورية حسن، مغنية وممثلة مصرية.
- 1415هـ - عرفان ليوبيانكيتش، وزير خارجية البوسنة والهرسك.
- 1430هـ - عبد الهادي بوطالب، كاتب وسياسي مغربي.
- 1435هـ - غلام أعظم، الزعيم السابق للجماعة الإسلامية البنغالية.

## وصلات خارجية
- موقع قصة الإسلام: حدث في شهر ذو الحجَّة.